# Rougui Sow
Rougui Sow (née le 7 juin 1995 à Meulan) est une athlète française, spécialiste du saut en longueur. 

## Biographie
En 2014, elle devient championne de France junior en salle du saut en longueur et se classe septième des championnats du monde juniors. En 2016, elle s'adjuge le titre de championne de France espoir en salle et termine deuxième des championnats de France senior en plein air, avec un saut à 6,39 m, à un centimètre de Haoua Kessely.
Étudiante à l'Université de Caroline du Sud à Columbia, elle améliore de 14 cm son record personnel le 7 avril 2017 à Athens pour le porter à 6,72 m (+ 0,7 m/s), faisant d'elle la septième performeuse française de tous les temps.

## Palmarès

### International
| Date | Compétition                       | Lieu      | Résultat | Marque |
| ---- | --------------------------------- | --------- | -------- | ------ |
| 2014 | Championnats du monde juniors     | Eugene    | 7e       | 5,98 m |
| 2017 | Championnats d'Europe par équipes | Lille     | 2e       | 6,45 m |
| 2017 | Universiade                       | Taipei    | 5e       | 6,21 m |
| 2018 | Jeux méditerranéens               | Tarragone | 9e       | 6,29 m |
| 2019 | Universiade                       | Naples    | 10e      | 6,21 m |

### National
- Championnats de France d'athlétisme :
  - Vainqueur du saut en longueur en 2018 et en 2023[2]
  - 2e du saut en longueur en 2016 et en 2019
  - 3e du saut en longueur en 2020 et en 2022

- Championnats de France d'athlétisme en salle :
  - Vainqueur du triple saut en 2021
  - 2e du saut en longueur en 2021
  - 3e du saut en longueur en 2023

## Records
| Épreuve          | Performance | Lieu   | Date         |
| ---------------- | ----------- | ------ | ------------ |
| Saut en longueur | 6,72 m      | Athens | 7 avril 2017 |